# Quesadilla
Bánh quesadilla (/ˌkeɪsəˈdiːjə/; tiếng Tây Ban Nha: [kesaˈðiʝa] ⓘ liên_kết=| Về âm thanh này) là một món ăn Mexico và một loại taco, bao gồm một bánh tortilla chứa chủ yếu là phô mai, và đôi khi thịt, đậu, và gia vị, sau đó nấu chín trên vỉ nướng. Theo truyền thống, một tortilla ngô được sử dụng, nhưng nó cũng có thể được làm bằng một tortilla bột mì, đặc biệt là ở miền bắc Mexico và Hoa Kỳ.

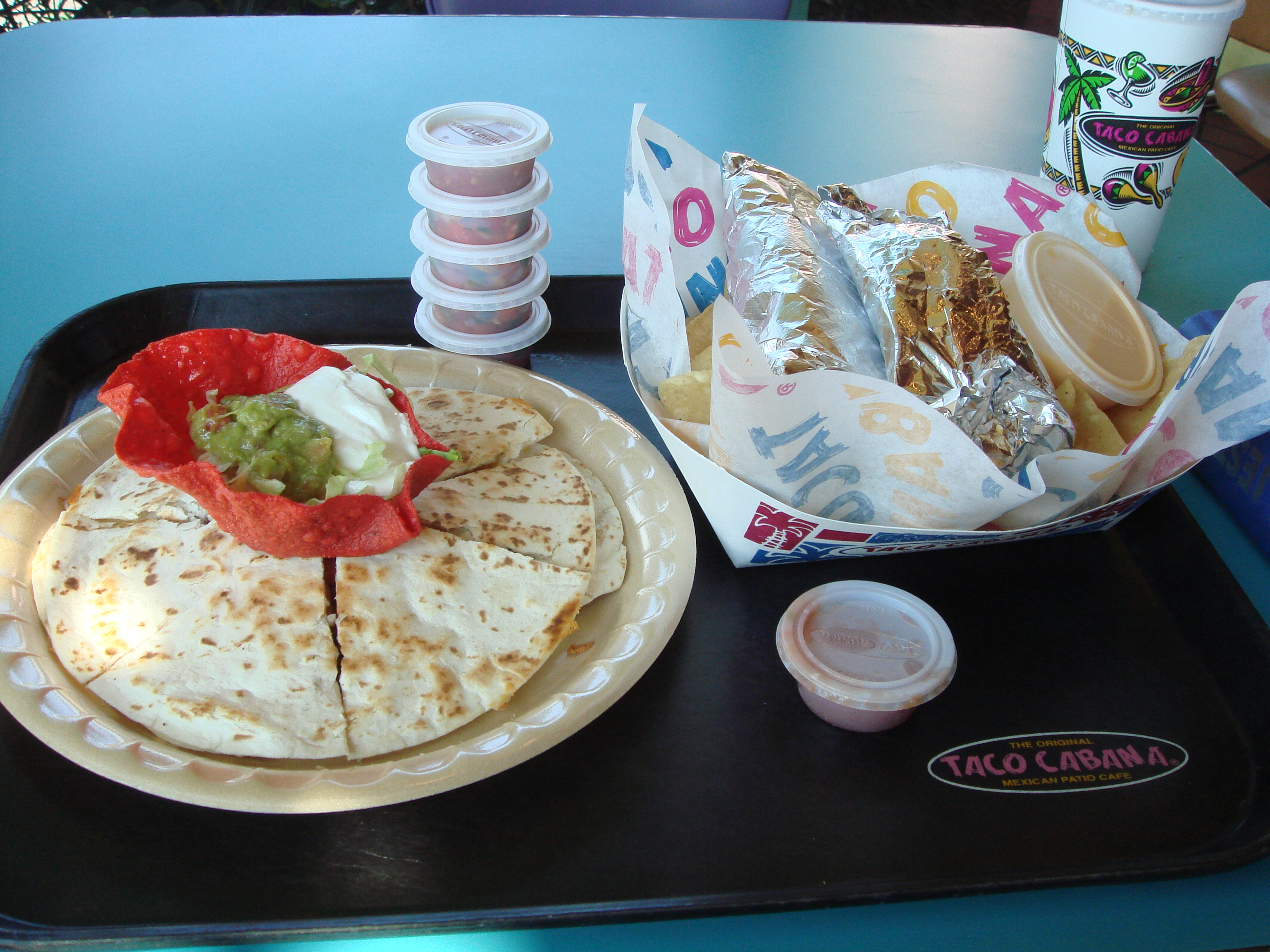
Cả cái quesadilla

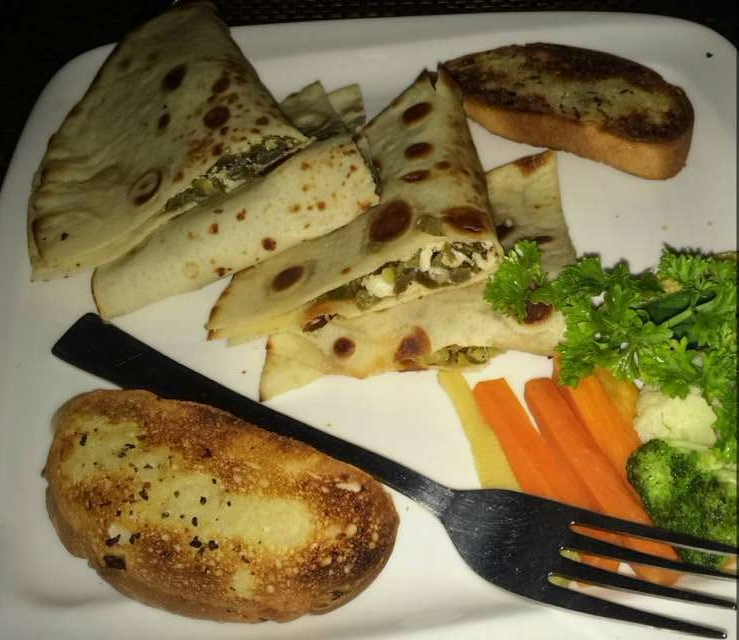
Những miếng quesadilla được chia nhỏ ra để trình bày món ăn

Một quesadilla đầy đủ được làm với hai bánh tortillas giữ một lớp phô mai giữa chúng. Một nửa là một tortilla duy nhất đã được lấp đầy với pho mát và gấp lại thành hình nửa mặt trăng. Một phiên bản nhanh chóng của quesadilla, tortilla phô mai, được bỏ lò vi sóng và thường phục vụ cho trẻ em.

## Lịch sử
Quesadilla có nguồn gốc từ thuộc địa Mexico. Quesadilla như một loại thực phẩm đã thay đổi và phát triển trong nhiều năm khi mọi người thử nghiệm các biến thể khác nhau của nó. Quesadillas thường được bán tại các nhà hàng Mexico trên toàn thế giới.

## Loại

### Quesadilla nguyên bản ở Mexico
Ở khu vực miền trung và miền nam Mexico, quesadilla là một hình tròn phẳng của masa ngô nấu chín, được gọi là tortilla, được làm ấm để làm mềm nó đủ để được gấp làm đôi, và sau đó được lấp đầy. Chúng thường chứa đầy phô mai Oaxaca (queso Oaxaca), một loại phô mai Mexico được làm bằng phương pháp pasta filata (kéo dài-sữa đông). Sau đó quesadilla được nấu chín trên chảo tròn (comal) cho đến khi pho mát đã hoàn toàn tan chảy. Chúng thường được nấu mà không cần thêm bất kỳ loại dầu nào. Thông thường quesadilla được phục vụ với salsa xanh hoặc đỏ, hành tây xắt nhỏ và guacamole. Trong khi phô mai Oaxaca (hoặc chuỗi) là chất làm đầy phổ biến nhất, các thành phần khác cũng được sử dụng ngoài, hoặc thậm chí thay thế cho phô mai. Chúng có thể bao gồm các loại rau nấu chín, chẳng hạn như khoai tây với chorizo, hoa bí, nấm, epazote, huitlacoche, và các loại thịt nấu chín khác nhau, chẳng hạn như chicharron, tinga làm từ thịt gà hoặc thịt bò, hoặc thịt lợn nấu chín. Ở một số nơi, quesadillas cũng đứng đầu với các thành phần khác, ngoài các chất trám mà họ đã có. Bơ hoặc guacamole, hành tây xắt nhỏ, cà chua, ớt serrano và rau mùi là phổ biến nhất. Salsas cũng có thể được thêm vào như một topping.

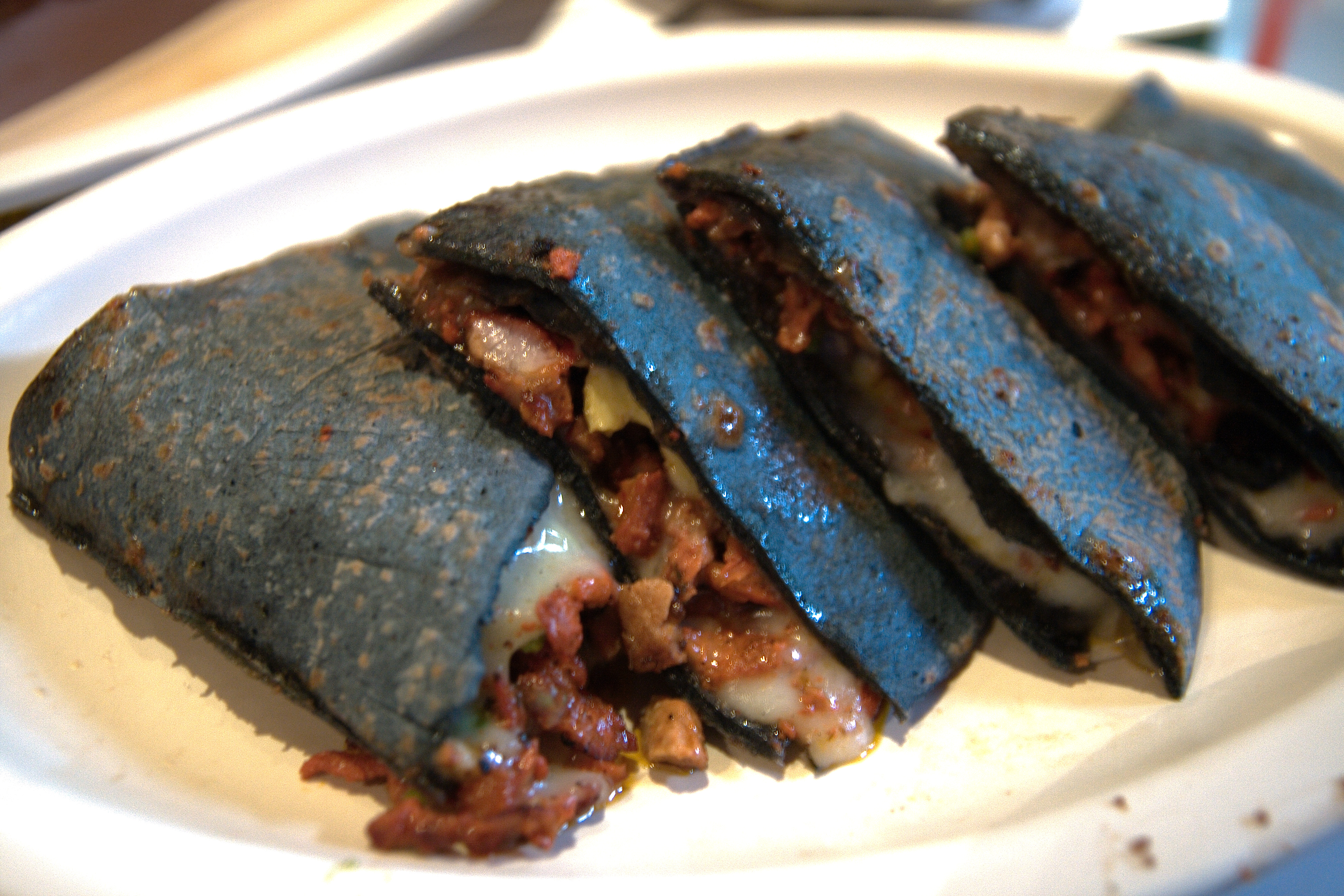
Quesadillas ngô xanh

Quesadillas Mexico theo truyền thống được nấu trên một chiếc comal, cũng được sử dụng để chuẩn bị bánh tortillas. Như một biến thể, quesadillas có thể được chiên trong dầu để tạo ra quesadillas fritas. Sự khác biệt chính là, trong khi những cái truyền thống được chuẩn bị bằng cách làm đầy bánh tortilla chín một phần, sau đó nấu cho đến khi phô mai tan chảy, những người chiên được chuẩn bị như một chiếc bánh ngọt, chuẩn bị masa chưa nấu chín trong vòng tròn nhỏ, sau đó phủ lên trên và cuối cùng gấp quesadilla để tạo thành bánh ngọt. Sau đó nó được ngâm vào dầu nóng cho đến khi bên ngoài trông vàng và giòn.
Thay đổi khác bao gồm việc sử dụng bánh bột mì thay thế, đặc biệt là ở Bắc Mexico. Bột mì được sử dụng phổ biến nhất thay cho masa ngô. Trong trường hợp này, tortilla bột được chuẩn bị, gấp và chứa đầy phô mai (chủ yếu là phô mai Chihuahua hoặc queso mennonita, một loại phô mai địa phương được làm bởi Mennonites). Cách chế biến hoàn toàn giống với giống ngô.
Trong khi quesadillas ở hầu hết Mexico đi kèm với phô mai, văn hóa quesadilla lại khác ở Mexico City, nơi họ không tự động đi kèm với phô mai trừ khi bạn yêu cầu. Nguồn gốc của nơi mà xu hướng văn hóa này bắt đầu là không rõ.
Đôi khi, phô mai và giăm bông được kẹp giữa hai bánh bột mì, sau đó được cắt thành nêm để phục vụ cho những gì thường được gọi là honronizada (tiếng Tây Ban Nha có nghĩa là " đồng bộ hóa ") ở Mexico. Mặc dù xuất hiện gần giống như một món quesadilla, nó được coi là một món ăn hoàn toàn khác. Khách du lịch thường xuyên nhầm lẫn giữa sincronizada với quesadilla vì nó thường được gọi là một quesadilla trong hầu hết các nhà hàng Mexico bên ngoài Mexico.

### QuesadillaHoa Kỳ

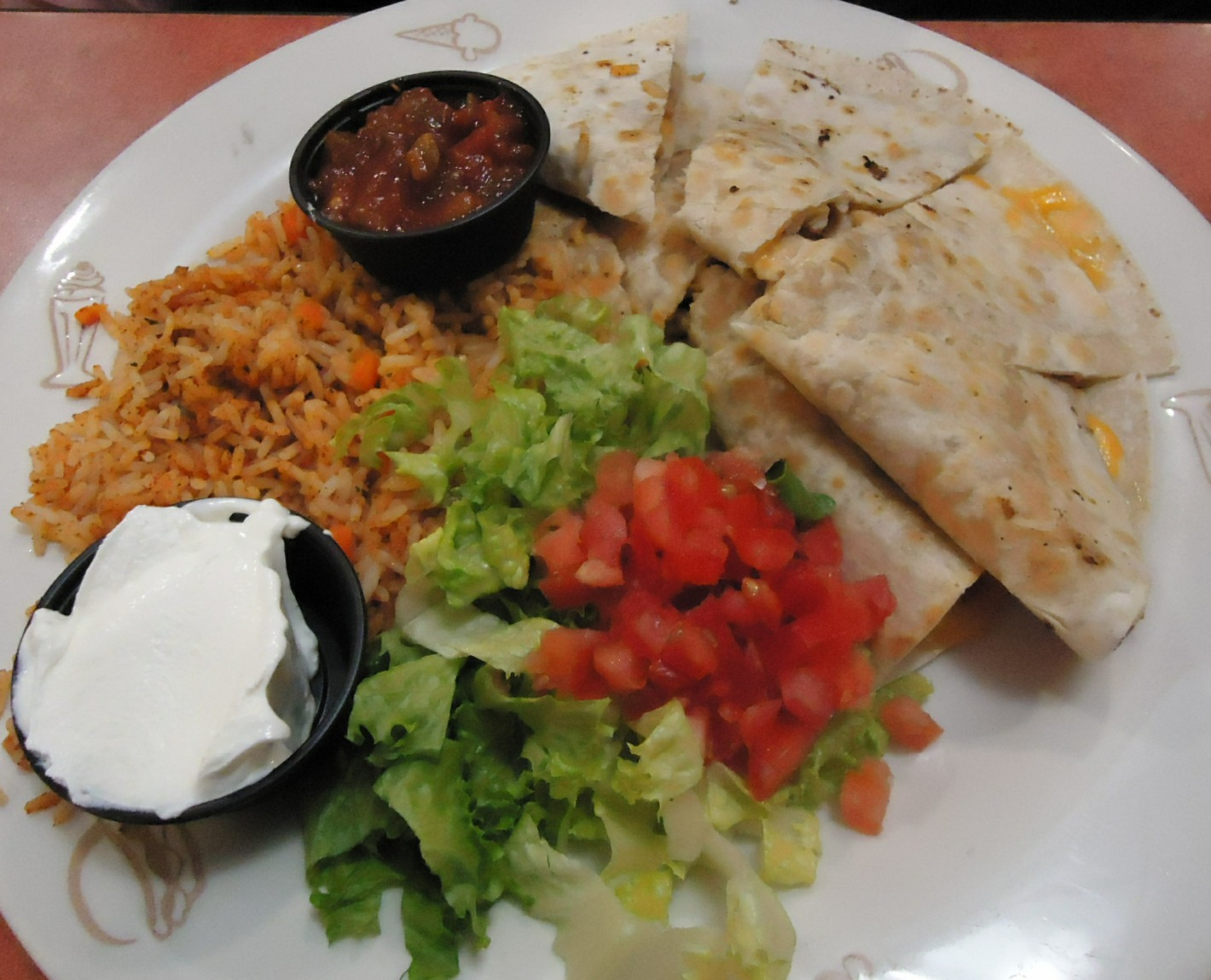
Quesadillas phục vụ tại nhà hàng của Friendly ở New Jersey

Quesadilla là một món yêu thích ở khu vực tây nam nước Mỹ, nơi nó tương tự như một bánh sandwich phô mai nướng, với sự bao gồm của các thành phần địa phương. Một tortilla bột được làm nóng trên một vỉ nướng, sau đó lật và rắc một loại phô mai chảy, thường có độ ẩm cao (queso quesadilla), chẳng hạn như Monterey Jack, phô mai Cheddar hoặc Colby Jack. Khi phô mai tan chảy, các thành phần khác, chẳng hạn như thịt băm, ớt, hành hoặc guacamole có thể được thêm vào, và sau đó nó được gấp lại và phục vụ.
Một chế phẩm khác liên quan đến phô mai và các thành phần khác được kẹp giữa hai bánh bột mì, với toàn bộ gói được nướng trên một vỉ nướng dầu và lật để cả hai mặt được nấu chín và phô mai tan chảy. Phiên bản này thường được cắt thành nêm để phục vụ. Một thiết bị gia dụng (máy làm quesadilla) được bán để sản xuất loại quesadilla này, mặc dù nó không sử dụng dầu và nấu cả hai mặt cùng một lúc. Loại này tương tự như loại sincronizada Mexico; nhưng ở Hoa Kỳ, họ cũng thường có thịt bò hoặc thịt gà fajita hoặc các thành phần khác thay vì giăm bông. Loại quesadilla đó cũng là tiếng Mexico và nó được gọi là " gringa " (tên khác nhau ở một số vùng ở Mexico, bao gồm một loại quesadilla gọi là "chavindeca").
Các công thức biến thể của từng khu vực tồn tại khắp miền Tây Nam.

### Biến thể
Quesadillas đã được thích nghi với nhiều phong cách khác nhau. Ở Hoa Kỳ, nhiều nhà hàng phục vụ chúng như món khai vị, sau khi thêm thắt riêng. Một số biến thể sử dụng phô mai dê, đậu đen, rau bina, zucchini hoặc đậu phụ. Một biến thể kết hợp các thành phần và kỹ thuật nấu ăn của một món quesadilla với toppings pizza đã được mô tả là một "pizzadilla".
Ngay cả món tráng miệng quesadillas cũng được làm, sử dụng các thành phần như socola, butterscotch, caramel và các loại trái cây khác nhau.
Quesadillas ăn sáng cũng được thực hiện, sử dụng các thành phần như trứng, phô mai và thịt xông khói.

## Liên quan
1. ↑  Herbst, Sharon Tyler (2001). Food Lover's Companion . Barron's Educational Series. tr. 501. ISBN 0-7641-1258-9. OCLC 43894522.
2. ↑  "Photo". gannett-cdn.com.
3. ↑  "Kids' Recipe: Cheese Tortilla". WebMD. Truy cập ngày 8 tháng 8 năm 2018.
4. ↑  Kiple, Kenneth F. & Ornelas, Kriemhild Coneè (2000). The Cambridge World History of Food. 2 vols. New York: Cambridge University Press. ISBN 9780521402163. OCLC 44541840.
5. ↑  "History of Quesadillas". cookingschoolsite (blog). Bản gốc lưu trữ ngày 11 tháng 10 năm 2020. Truy cập ngày 27 tháng 2 năm 2012 – qua Google Sites.
6. ↑  Montanari, Massimo (1994). The Culture of Food. Oxford, UK: Blackwell. ISBN 9780631182658. OCLC 29024700.
7. ↑  Elkady, Doaa (2008). "Quesadillas". Scholastic Choices. Quyển 23 số 5. tr. 23.
8. ↑  Feeney, Kelly (ngày 28 tháng 5 năm 2010). "Sand, Surf, and Quesadillas". tr. 8.
9. ↑  "The 30 Most Authentic Mexican Food You Didn't Know". MEXLocal (bằng tiếng Anh). Truy cập ngày 8 tháng 5 năm 2020.
10. ↑  Raichlen, Steven (1998). Salud y sazón: 200 deliciosas recetas de la cocina de mamá: todas bajas en grasa, sal y colesterol! [Health and season: 200 delicious recipes from the kitchen of mom, all low in fat, salt and cholesterol!] (bằng tiếng Tây Ban Nha). Rodale. tr. 246. ISBN 978-0-87596-474-4. OCLC 39033466. Truy cập ngày 18 tháng 3 năm 2011.
11. ↑  Raichlen, Steven (2000). Steven Raichlen's Healthy Latin Cooking: 200 Sizzling Recipes from Mexico, Cuba, Caribbean, Brazil, and Beyond. Rodale. ISBN 9780875964980. OCLC 39033464.
12. ↑  SR. "Recipe - Delicious Chicken Quesadilla". Cooks.com. Truy cập ngày 27 tháng 2 năm 2012.
13. ↑  Zaslavsky, Nancy (2006). "30 Minutes". Vegetatrian Times. Quyển 338. tr. 37–40.
14. ↑  Shulman, Martha Rose (2011). "Black Bean and Goat Cheese Quesadilla". The New York Times. tr. 1. Bản gốc lưu trữ ngày 26 tháng 10 năm 2015. Truy cập ngày 2 tháng 7 năm 2020.
15. ↑  Shulman, Martha Rose (2011). "Spinach and Goat Cheese Quesadilla". The New York Times. tr. 1.
16. ↑  "BBC Good Food - Pizzadilla". BBC Good Food. 2012. Truy cập ngày 26 tháng 8 năm 2019.
17. ↑  Zhou, Naaman (ngày 26 tháng 8 năm 2019). "What is this chicken-stuffed deep-fried pizzadilla business, and why is it all over Twitter?". The Guardian. Truy cập ngày 26 tháng 8 năm 2019.
18. ↑  DeWan, James P. (ngày 10 tháng 5 năm 2016). "How to put anything you can think of into a quesadilla". Chicago Tribune. Truy cập ngày 14 tháng 10 năm 2019.